# Общины Федерации Боснии и Герцеговины

В Федерации Боснии и Герцеговины насчитывается 79 общин, разделённых по 10 кантонам. Четыре общины (Нови-Град, Стари-Град, Центар и Ново-Сараево) составляют вместе город Сараево как независимую административно-территориальную единицу.

## Список общин
- Бановичи
- Бихач
- Босанска-Крупа
- Босански-Петровац
- Босанско-Грахово
- Бреза
- Бугойно
- Бужим
- Бусовача
- Вареш
- Велика-Кладуша
- Високо
- Витез
- Вогошча
- Гламоч
- Горажде
- Горни-Вакуф-Ускопле
- Градачац
- Грачаница
- Груде
- Дрвар
- Добой-Исток
- Добой-Юг
- Добратичи
- Домалевац-Шамац
- Дони-Вакуф
- Жепче
- Живинице
- Завидовичи
- Зеница
- Илияш
- Илиджа
- Какань
- Калесия
- Киселяк
- Кладань
- Ключ
- Кониц
- Крешево
- Купрес
- Ливно
- Лукавац
- Любушки
- Маглай
- Мостар
- Неум
- Нови-Град
- Нови-Травник
- Ново-Сараево
- Олово
- Орашье
- Оджак
- Пале-Прача
- Посушье
- Прозор-Рама
- Равно
- Сански-Мост
- Сапна
- Сребреник
- Стари-Град
- Столац
- Теочак
- Тешань
- Томиславград
- Травник
- Трново
- Тузла
- Усора
- Фоча-Устиколина
- Хаджичи
- Цазин
- Центр
- Чаплина
- Челич
- Читлук
- Широки-Бриег
- Ябланица
- Яйце